# Massacre de Khan Younès
Le massacre de Khan Younès a lieu le 3 novembre 1956, dans la ville palestinienne de Khan Younès et le camp de réfugiés voisin du même nom, dans la bande de Gaza. Il est perpétré par l'armée israélienne (FDI), durant la crise du canal de Suez.
Un rapport de l'ONU évalue le nombre de victimes des soldats israéliens à au moins 275 Palestiniens, dont 140 réfugiés et 135 habitants de Khan Younès. Le massacre est perpétré à l'occasion d'une recherche brutale de fedayins palestiniens, de maison en maison. 111 autres auraient été tués à Rafah.